# Pałac w Wiejcach
Pałac w Wiejcach – zabytkowy pałac w miejscowości Wiejce.
Przed wybuchem I wojny światowej w 1914 właścicielami majątku została rodzina von Bennigsen. W latach 30. XX w. Aleksander von Bennigsen, syn Rudolfa, rozbudował obiekt, który został powiększony o boczne ryzality uzyskując neobarokową szatę, powiększono również park do rzeki Warty.  We frontonie (szczycie) nad głównym wejściem znajdują się herby von: Bennigsen i Zeidlitz. Obiekt z drugiej połowy XIX w. jest częścią zespołu pałacowego, w skład którego wchodzą jeszcze:
- park z terenem folwarku[4]
- rządcówka szachulcowa z drugiej połowy XIX w.[1]

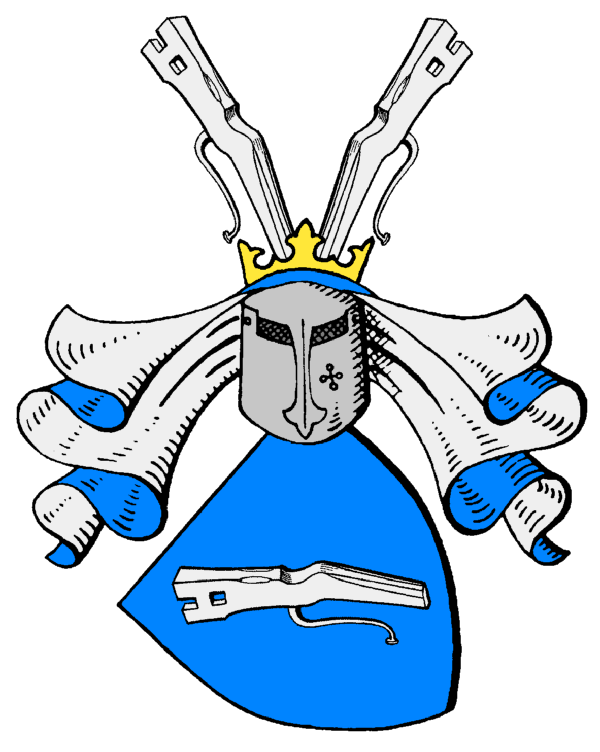
Herb von Bennigsen
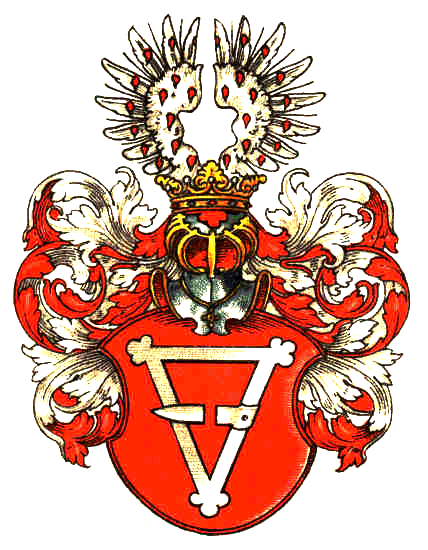
Herb von Zedlitz
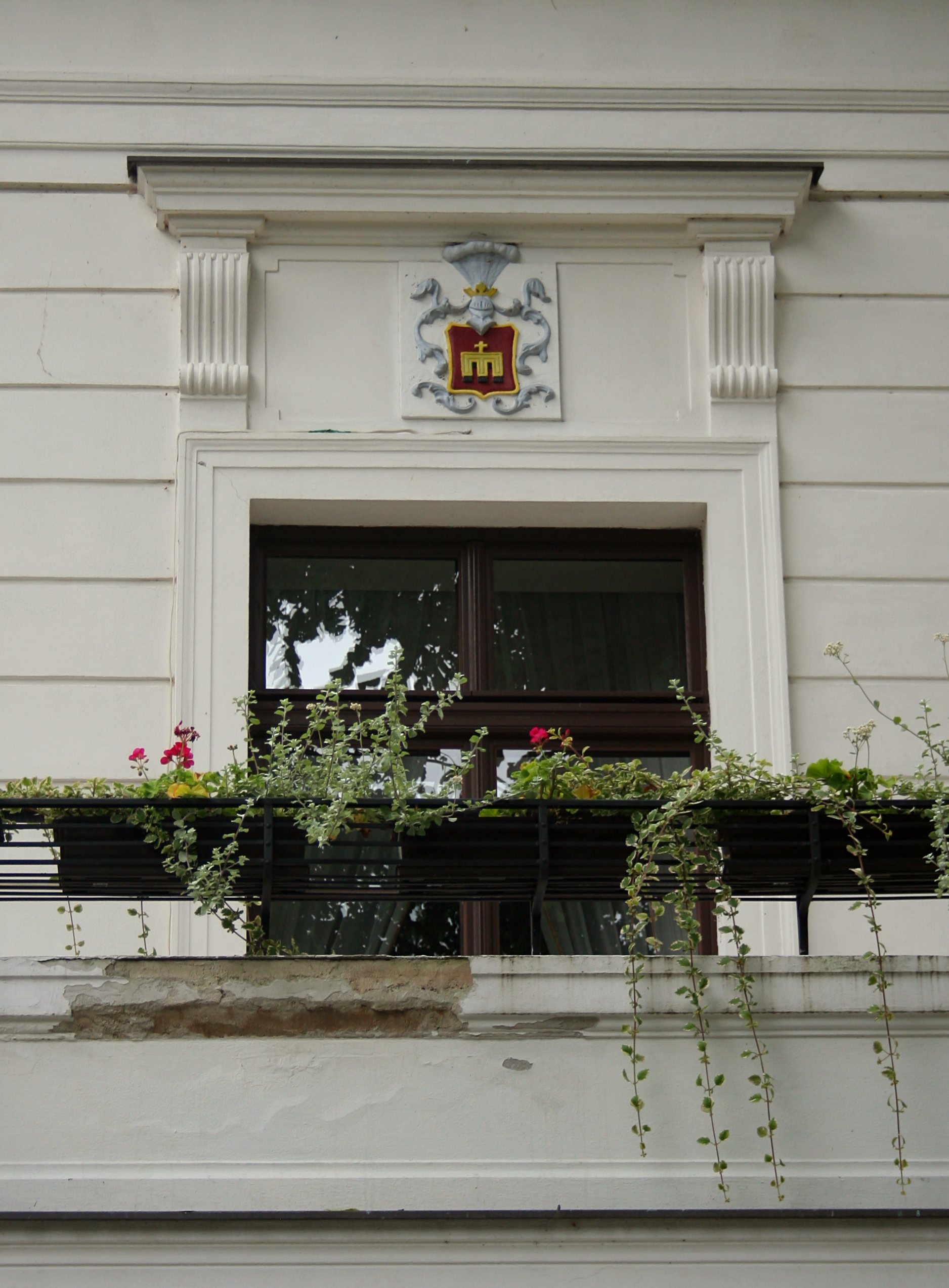
Herb Radwan
Herb Radwan
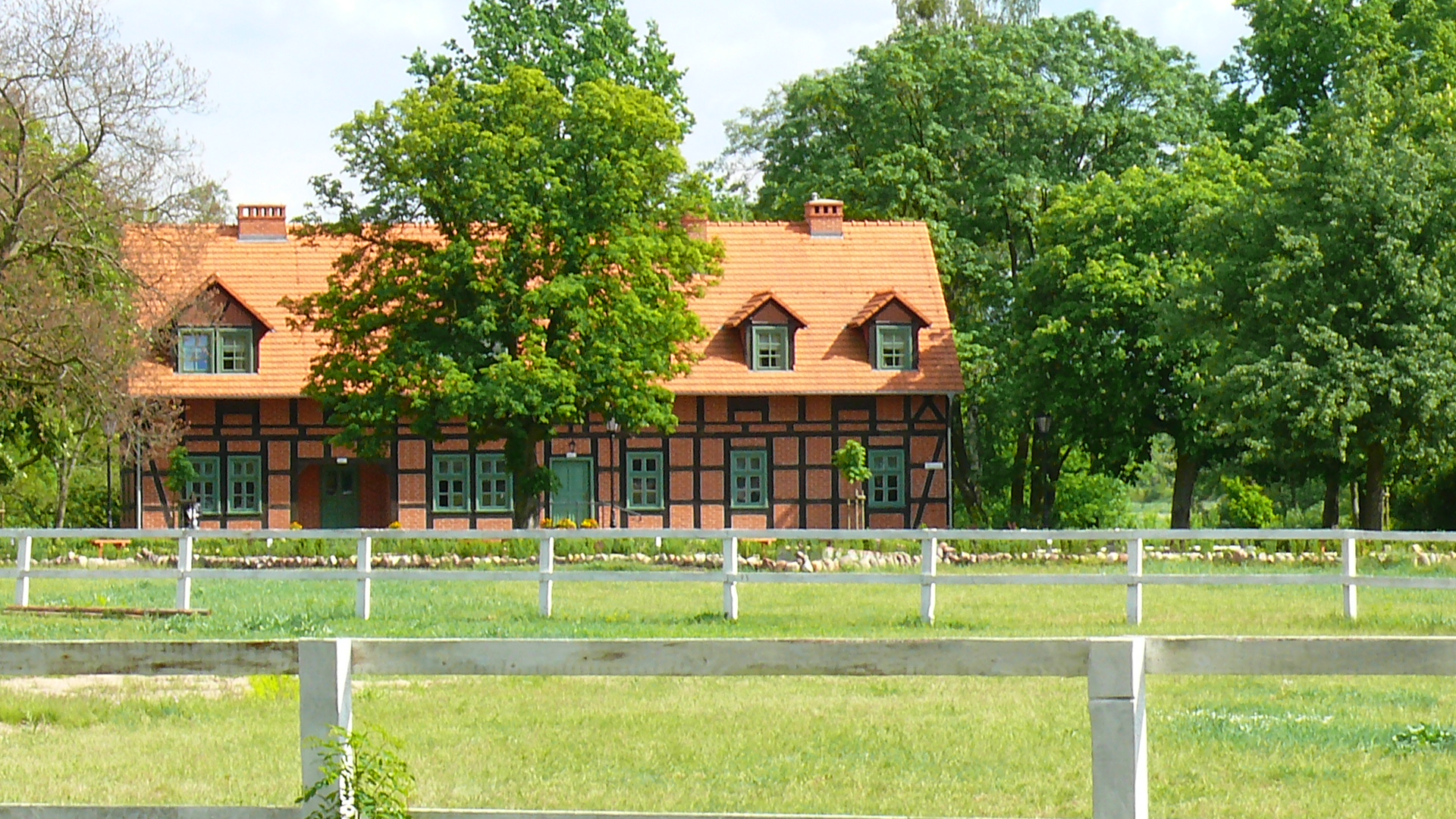
Rządcówka
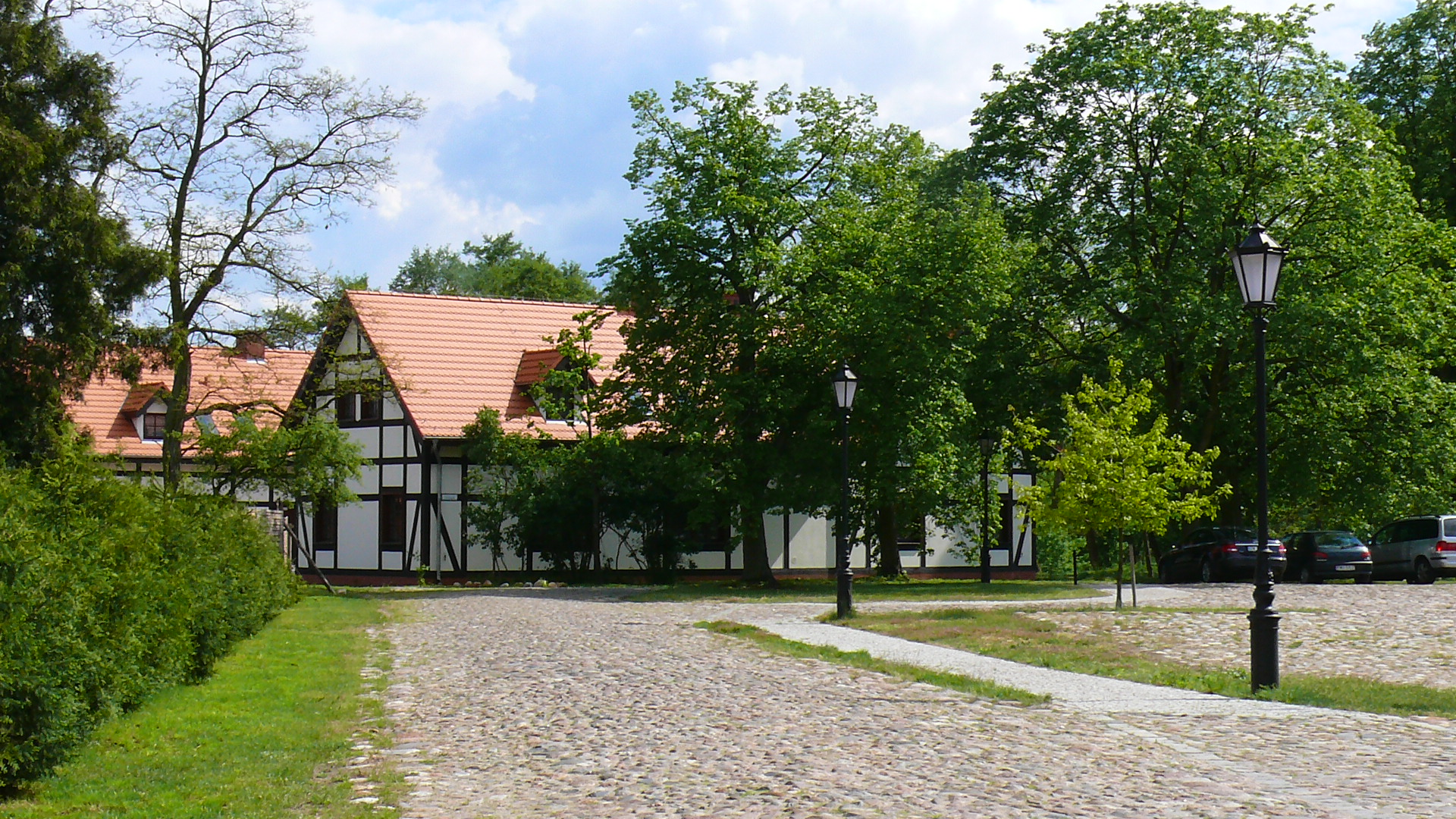
Oficyna